# Кошариський потік
Кошариський потік (словац. Košariský potok) — річка в Словаччині, права притока Вайсковського потоку, протікає в окрузі Брезно.
Довжина приблизно 4.3 км. Витік знаходиться в масиві Низькі Татри (частина Дюмберські Татри) — схил гори Паленічка — на висоті близько 990 метрів. Протікає територією села Долна Легота.
Впадає у Вайсковський потік на висоті приблизно 535—540 метрів.